# Pekao Szczecin Open 2010
Il Pekao Szczecin Open 2010 è un torneo professionistico di tennis maschile giocato sulla terra rossa, che faceva parte dell'ATP Challenger Tour 2010. È stata la 18ª edizione del torneo e si è giocato a Stettino in Polonia dal 13 al 19 settembre 2010.

## Partecipanti

### Teste di serie
| Nazionalità | Giocatore          | Ranking* | Testa di serie |
| ----------- | ------------------ | -------- | -------------- |
| Polonia     | Łukasz Kubot       | 62       | 1              |
| Uruguay     | Pablo Cuevas       | 88       | 2              |
| Germania    | Tobias Kamke       | 89       | 3              |
| Russia      | Tejmuraz Gabašvili | 93       | 4              |
| Germania    | Julian Reister     | 106      | 5              |
| Spagna      | Pablo Andújar      | 107      | 6              |
| Cile        | Nicolás Massú      | 116      | 7              |
| Russia      | Igor' Andreev      | 121      | 8              |
| Giamaica    | Dustin Brown       | 122      | 9              |

- Ranking al 30 agosto 2010.

### Altri partecipanti
Giocatori che hanno ricevuto una wild card:
- Marcin Gawron
- Rafał Gozdur
- Miloslav Mečíř Jr.
- Maciej Smoła
- Jan-Lennard Struff (special entrant)

Giocatori passati dalle qualificazioni:
- Dennis Blömke
- Nicolas Devilder
- Daniel Lustig
- Laurent Rochette (Lucky Loser)
- Peter Torebko

## Campioni

### Singolare
Pablo Cuevas ha battuto in finale   Igor' Andreev con il punteggio di 6–1, 6–1.

### Doppio
Dustin Brown /  Rogier Wassen hanno battuto in finale   Rameez Junaid /  Philipp Marx con il punteggio di 6–4, 7–5.